# Rally Acrópolis de 2024
El Rally Acrópolis de 2024, oficialmente 68. EKO Acropolis Rally of Gods, fue la sexagésima octava edición y la décima ronda de la temporada 2024 del Campeonato Mundial de Rally. Se celebró del 5 al 8 de septiembre y contó con un itinerario de quince tramos sobre tierra que sumaron un total de 305,30 km cronometrados. Fue también la décima ronda de los campeonatos WRC-2 y WRC-3 y la última ronda del JWRC.
El ganador de la prueba por segunda vez en este evento fue el belga Thierry Neuville. El piloto belga superó con nota la carnicería de tres días en Lamia para encabezar un triplete del Hyundai Shell Mobis WRT por delante de sus compañeros de equipo, Dani Sordo y Ott Tänak, con el principal rival de Neuville por el título, Sébastien Ogier, sufriendo un dramático vuelco en el power stage cuando iba camino de terminar segundo en la general. El francés había liderado inicialmente el rally, pero se quedó rezagado cuando su coche sufrió un fallo en el turbo el viernes por la tarde. Tänak y Dani Sordo también sintieron la ira del Acrópolis, ya que ambos sufrieron daños en los neumáticos el sábado que acabaron con sus propias esperanzas de victoria y catapultaron a Neuville al liderato. Ni siquiera Neuville y su copiloto Martijn Wydaeghe fueron inmunes a la brutalidad del rally. Un fallo en el motor afectó a su Hyundai i20 N Rally1 en la mañana del viernes, pero la pareja logró recuperarse y aplicó una estrategia sensata, equilibrando los riesgos para evitar más problemas en las traicioneras pistas.
Sami Pajari se adjudicó la victoria en el WRC-2 por un estrecho margen, gracias a las reglas del desempate, después de terminar la prueba de tres días con el mismo crono que el estonio Robert Virves. Pajari, pilotando un Toyota GR Yaris Rally2, parecía tener su tercera victoria de la temporada en el bolsillo cuando se dirigió al power stage con una ventaja de casi 30 segundos sobre el Škoda Fabia RS Rally2 de Virves. Pero el drama se desató en el último momento. Un neumático delantero izquierdo desinflado a cinco kilómetros de la línea de meta hizo que Pajari perdiera tiempo. Para cuando cruzó el final del tramo, Virves había recuperado la diferencia, dejando a ambos pilotos empatados en el tiempo total. Según el reglamento, el desempate dependía del mejor crono en el primer tramo del rallye, una ventaja decisiva para Pajari, que había sido 19,7 segundos más rápido en el tramo de Ano Pavliani. Yohan Rossel completó el podio con su Citroën C3 Rally2, terminando a 30,8 segundos del liderato. El francés había dominado gran parte de los tramos del viernes antes de que un costoso cambio de ruedas le apeara de la lucha.
Al estar la lista de inscriptos compuesta mayoritariamente por los casi los mismos participantes, los podios del WRC-3 y del JWRC fueron exactamente los mismos. El ganador fue el rumano Norbert Maior copilotado por su hermana menor Francesca, llegó a la meta 1 minutos 6 segundos por delante del estonio Romet Jürgenson, con el belga Tom Rensonnet a más de seis minutos por detrás en tercera posición. Maior inició los traicioneros tramos del último día con una cómoda ventaja de dos minutos sobre Jürgenson, lo que le permitió gestionar su ritmo sin tomar riesgos innecesarios. Aunque su liderato se redujo, nunca estuvo realmente amenazado cruzando la meta primero en que fue su primera victoria en ambas categorías. Jürgenson por su parte llegó al final de temporada en lo más alto de la clasificación, y con sus rivales más cercanos sucumbiendo a las duras carreteras de montaña, Jürgenson adoptó un planteamiento calculador y sin riesgos en los tres tramos restantes del domingo, planteamiento inteligente que fue recompensado con el segundo puesto y el título del Junior World Rally Championship.

## Lista de inscritos
| Num.                                                         | Piloto                    | Copiloto                   | Equipo                           | Automóvil                | Neu.                     |
| World Rally Championship                                     | World Rally Championship  | World Rally Championship   | World Rally Championship         | World Rally Championship | World Rally Championship |
| ------------------------------------------------------------ | ------------------------- | -------------------------- | -------------------------------- | ------------------------ | ------------------------ |
| 6                                                            | Dani Sordo                | Cándido Carrera            | Hyundai Shell Mobis WRT          | Hyundai i20 N Rally1     | P                        |
| 8                                                            | Ott Tänak                 | Martin Järveoja            | Hyundai Shell Mobis WRT          | Hyundai i20 N Rally1     | P                        |
| 11                                                           | Thierry Neuville          | Martijn Wydaeghe           | Hyundai Shell Mobis WRT          | Hyundai i20 N Rally1     | P                        |
| 13                                                           | Grégoire Munster          | Louis Louka                | M-Sport Ford WRT                 | Ford Puma Rally1         | P                        |
| 16                                                           | Adrien Fourmaux           | Alexandre Coria            | M-Sport Ford WRT                 | Ford Puma Rally1         | P                        |
| 17                                                           | Sébastien Ogier           | Vincent Landais            | Toyota Gazoo Racing WRT          | Toyota GR Yaris Rally1   | P                        |
| 18                                                           | Takamoto Katsuta          | Aaron Johnston             | Toyota Gazoo Racing WRT          | Toyota GR Yaris Rally1   | P                        |
| 19                                                           | Jourdan Serderidis        | Frédéric Miclotte          | M-Sport Ford WRT                 | Ford Puma Rally1         | P                        |
| 33                                                           | Elfyn Evans               | Scott Martin               | Toyota Gazoo Racing WRT          | Toyota GR Yaris Rally1   | P                        |
| World Rally Championship 2                                   |                           |                            |                                  |                          |                          |
| 20                                                           | Sami Pajari               | Enni Mälkönen              | Printsport                       | Toyota GR Yaris Rally2   | P                        |
| 21                                                           | Yohan Rossel              | Florian Barral             | DG Sport Compétition             | Citroën C3 Rally2        | P                        |
| 22                                                           | Lauri Joona               | Janni Hussi                | Lauri Joona                      | Škoda Fabia RS Rally2    | P                        |
| 23                                                           | Nikolay Gryazin           | Konstantin Aleksandrov     | DG Sport Compétition             | Citroën C3 Rally2        | P                        |
| 24                                                           | Jan Solans                | Rodrigo Sanjuan de Eusebio | Jan Solans                       | Toyota GR Yaris Rally2   | P                        |
| 25                                                           | Georg Linnamäe            | James Morgan               | Georg Linnamäe                   | Toyota GR Yaris Rally2   | P                        |
| 26                                                           | Josh McErlean             | James Fulton               | Toksport WRT 2                   | Škoda Fabia RS Rally2    | P                        |
| 27                                                           | Gus Greensmith            | Jonas Andersson            | Toksport WRT                     | Škoda Fabia RS Rally2    | P                        |
| 28                                                           | Robert Virves             | Aleks Lesk                 | Robert Virves                    | Škoda Fabia RS Rally2    | P                        |
| 29                                                           | Kajetan Kajetanowicz      | Maciej Szczepaniak         | Kajetan Kajetanowicz             | Škoda Fabia RS Rally2    | P                        |
| 30                                                           | Fabrizio Zaldivar         | Marcelo Der Ohannesian     | Fabrizio Zaldivar                | Škoda Fabia RS Rally2    | P                        |
| 31                                                           | Martin Prokop             | Michal Ernst               | Martin Prokop                    | Škoda Fabia RS Rally2    | P                        |
| 32                                                           | Roberto Daprà             | Luca Guglielmetti          | Roberto Daprà                    | Škoda Fabia Rally2 evo   | P                        |
| 34                                                           | Pierre-Louis Loubet       | Loris Pascaud              | Toksport WRT 2                   | Škoda Fabia RS Rally2    | P                        |
| 35                                                           | Armin Kremer              | Ella Kremer                | Armin Kremer                     | Škoda Fabia RS Rally2    | P                        |
| 36                                                           | George Vassilakis         | Tom Krawszik               | George Vassilakis                | Ford Fiesta Rally2       | P                        |
| 37                                                           | Hamed Al-Wahaibi          | Niall Burns                | HW34 by Motortune                | Škoda Fabia RS Rally2    | P                        |
| 38                                                           | Lambros Athanassoulas     | Nikolaos Zakheos           | Lambros Athanassoulas            | Škoda Fabia Rally2 evo   | P                        |
| 39                                                           | Giorgos Kechagias         | Nikolaos Petropoulos       | Giorgos Kechagias                | Škoda Fabia RS Rally2    | P                        |
| 40                                                           | Panagiotis Roustemis      | Christos Bakloris          | Panagiotis Roustemis             | Škoda Fabia RS Rally2    | P                        |
| 41                                                           | Vassileios Velanis        | Elias Panagiotounis        | Vassileios Velanis               | Škoda Fabia RS Rally2    | P                        |
| 43                                                           | Giorgos Amoutzas          | Giorgos Eliopoulos         | Giorgos Amoutzas                 | Škoda Fabia Rally2 evo   | P                        |
| 44                                                           | Uğur Soylu                | Sener Guray                | Uğur Soylu                       | Škoda Fabia RS Rally2    | P                        |
| 45                                                           | Miguel Granados           | Marc Martí                 | Miguel Granados                  | Škoda Fabia RS Rally2    | P                        |
| 46                                                           | Juan Carlos Peralta       | Víctor Pérez Couto         | Juan Carlos Peralta              | Škoda Fabia RS Rally2    | P                        |
| 47                                                           | Enrico Brazzoli           | Martina Musiari            | Enrico Brazzoli                  | Škoda Fabia Rally2 evo   | P                        |
| 48                                                           | Nikos Pavlidis            | Allan Harryman             | Nikos Pavlidis                   | Škoda Fabia Rally2 evo   | P                        |
| 49                                                           | Burcu Çetinkaya           | Fabrizia Pons              | Toksport WRT                     | Škoda Fabia Rally2 evo   | P                        |
| 50                                                           | Cristian Dolofan          | Traian Pavel               | Cristian Dolofan                 | Citroën C3 Rally2        | P                        |
| World Rally Championship 3 - Junior World Rally Championship |                           |                            |                                  |                          |                          |
| 51                                                           | Epaminondas Karanikolas   | Giorgos Kakavas            | Epaminondas Karanikolas          | Ford Fiesta Rally3       | P                        |
| 52                                                           | Paschalis Chatzimarkos    | Marios Tsaoussoglou        | Paschalis Chatzimarkos           | Renault Clio Rally3      | P                        |
| 53                                                           | Efthimios Halkias         | Nikos Komnos               | Efthimios Halkias                | Renault Clio Rally3      | P                        |
| 54                                                           | Giorgos Delaportas        | Evangelos Panaritis        | Giorgos Delaportas               | Ford Fiesta Rally3       | P                        |
| 55                                                           | Manos Stefanis            | Konstantinos Stefanis      | Manos Stefanis                   | Ford Fiesta Rally3       | P                        |
| 56                                                           | Stephanos Theocharopoulos | Giorgos Kotsalis           | Stephanos Theocharopoulos        | Ford Fiesta Rally3       | P                        |
| 57                                                           | Slaven Šekuljica          | Damir Petrović             | Slaven Šekuljica                 | Ford Fiesta Rally3       | P                        |
| 58                                                           | Romet Jürgenson           | Siim Oja                   | FIA Rally Star                   | Ford Fiesta Rally3       | P                        |
| 59                                                           | Taylor Gill               | Daniel Brkic               | FIA Rally Star                   | Ford Fiesta Rally3       | P                        |
| 60                                                           | Diego Dominguez Jr        | Rogelio Peñate             | Diego Dominguez Jr               | Ford Fiesta Rally3       | P                        |
| 61                                                           | Ali Türkkan               | Burak Erdener              | Castrol Ford Team Türkiye        | Ford Fiesta Rally3       | P                        |
| 62                                                           | Petr Borodin              | Roman Cheprasov            | ASP Racing                       | Ford Fiesta Rally3       | P                        |
| 63                                                           | Norbert Maior             | Francesca Maria Maior      | Norbert Maior                    | Ford Fiesta Rally3       | P                        |
| 64                                                           | Tom Rensonnet             | Manon Deliot               | RACB National Team               | Ford Fiesta Rally3       | P                        |
| 65                                                           | Eamonn Kelly              | Conor Mohan                | Motorsport Ireland Rally Academy | Ford Fiesta Rally3       | P                        |
| 66                                                           | Max Smart                 | Cameron Fair               | FIA Rally Star                   | Ford Fiesta Rally3       | P                        |
| 67                                                           | Fabio Schwarz             | Bernhard Ettel             | Armin Schwarz Driving Experience | Ford Fiesta Rally3       | P                        |
| 68                                                           | Jose Abito Caparo         | Esther Gutiérrez Porras    | FIA Rally Star                   | Ford Fiesta Rally3       | P                        |
| 70                                                           | Nataniel Bruun            | Pablo Olmos                | Nataniel Bruun                   | Ford Fiesta Rally3       | P                        |
| 71                                                           | Andre Martinez            | Fernando Mussano           | Andre Martinez                   | Ford Fiesta Rally3       | P                        |
| 72                                                           | Hubert Laskowski          | Michał Kuśnierz            | Hubert Laskowski                 | Ford Fiesta Rally3       | P                        |
| Fuente: ewrc-results.com                                     |                           |                            |                                  |                          |                          |

## Itinerario
| Día                      | Tramo | Nombre                        | Distancia | Ganador de la etapa | Automóvil              | Tiempo  | Líder de la general |
| ------------------------ | ----- | ----------------------------- | --------- | ------------------- | ---------------------- | ------- | ------------------- |
| Día 1 (5 de septiembre)  | -     | Lamia (Shakedown)             | 3.62 km   | Takamoto Katsuta    | Toyota GR Yaris Rally1 | 2:39.1  | -                   |
| Día 2 (6 de septiembre)  | SS1   | Ano Pavliani 1                | 22.47 km  | Sebastien Ogier     | Toyota GR Yaris Rally1 | 16:33.2 | Sebastien Ogier     |
| Día 2 (6 de septiembre)  | SS2   | Dafni 1                       | 21.67 km  | Takamoto Katsuta    | Toyota GR Yaris Rally1 | 16:45.3 | Ott Tänak           |
| Día 2 (6 de septiembre)  | SS3   | Tarzan 1                      | 23.37 km  | Sebastien Ogier     | Toyota GR Yaris Rally1 | 17:06.3 | Sebastien Ogier     |
| Día 2 (6 de septiembre)  | SS4   | Ano Pavliani 2                | 22.47 km  | Sebastien Ogier     | Toyota GR Yaris Rally1 | 16:11.0 | Sebastien Ogier     |
| Día 2 (6 de septiembre)  | SS5   | Dafni 2                       | 21.67 km  | Ott Tänak           | Hyundai i20 N Rally1   | 16:27.2 | Ott Tänak           |
| Día 2 (6 de septiembre)  | SS6   | Tarzan 2                      | 23.37 km  | Thierry Neuville    | Hyundai i20 N Rally1   | 16:56.9 | Ott Tänak           |
| Día 3 (7 de septiembre)  | SS7   | Rengini                       | 28.67 km  | Thierry Neuville    | Hyundai i20 N Rally1   | 17:51.3 | Dani Sordo          |
| Día 3 (7 de septiembre)  | SS8   | Thiva                         | 20.95 km  | Sebastien Ogier     | Toyota GR Yaris Rally1 | 14:53.9 | Dani Sordo          |
| Día 3 (7 de septiembre)  | SS9   | Aghii Theodori 1              | 25.87 km  | Sebastien Ogier     | Toyota GR Yaris Rally1 | 18:14.1 | Thierry Neuville    |
| Día 3 (7 de septiembre)  | SS10  | Loutraki                      | 12.90 km  | Ott Tänak           | Hyundai i20 N Rally1   | 9:07.0  | Thierry Neuville    |
| Día 3 (7 de septiembre)  | SS11  | Aghii Theodori 2              | 25.87 km  | Sebastien Ogier     | Toyota GR Yaris Rally1 | 17:49.0 | Thierry Neuville    |
| Día 3 (7 de septiembre)  | SS12  | EKO SSS                       | 1.97 km   | Thierry Neuville    | Hyundai i20 N Rally1   | 1:44.6  | Thierry Neuville    |
| Día 4 (8 de septiembre)  | SS13  | Inohori                       | 17.47 km  | Sebastien Ogier     | Toyota GR Yaris Rally1 | 14:00.6 | Thierry Neuville    |
| Día 4 (8 de septiembre)  | SS14  | Eleftherohori 1               | 18.29 km  | Sebastien Ogier     | Toyota GR Yaris Rally1 | 11:38.6 | Thierry Neuville    |
| Día 4 (8 de septiembre)  | SS15  | Eleftherohori 2 (Power Stage) | 18.29 km  | Adrien Fourmaux     | Ford Puma Rally1       | 10:43.8 | Thierry Neuville    |
| Fuente: ewrc-results.com |       |                               |           |                     |                        |         |                     |

### Power stage
El power stage fue una etapa de 18.29 km al final del rally. Se otorgaron puntos adicionales del Campeonato Mundial a los cinco más rápidos.
| Pos. | Piloto           | Copiloto         | Coche                  | Equipo                  | Tiempo  | Puntos |
| ---- | ---------------- | ---------------- | ---------------------- | ----------------------- | ------- | ------ |
| 1    | Adrien Fourmaux  | Alexandre Coria  | Ford Puma Rally1       | M-Sport Ford WRT        | 10:43.8 | 5      |
| 2    | Ott Tänak        | Martin Järveoja  | Hyundai i20 N Rally1   | Hyundai Shell Mobis WRT | +1.0    | 4      |
| 3    | Elfyn Evans      | Scott Martin     | Toyota GR Yaris Rally1 | Toyota Gazoo Racing WRT | +10.8   | 3      |
| 4    | Thierry Neuville | Martijn Wydaeghe | Hyundai i20 N Rally1   | Hyundai Shell Mobis WRT | +17.4   | 2      |
| 5    | Takamoto Katsuta | Aaron Johnston   | Toyota GR Yaris Rally1 | Toyota Gazoo Racing WRT | +25.9   | 1      |

## Clasificación final
| World Rally Championship        | World Rally Championship | World Rally Championship   | World Rally Championship | World Rally Championship  | World Rally Championship | World Rally Championship | World Rally Championship |
| Pos.                            | Piloto                   | Copiloto                   | Automóvil                | Equipo                    | Neumático                | Tiempo                   | Puntos                   |
| ------------------------------- | ------------------------ | -------------------------- | ------------------------ | ------------------------- | ------------------------ | ------------------------ | ------------------------ |
| 1                               | Thierry Neuville         | Martijn Wydaeghe           | Hyundai i20 N Rally1     | Hyundai Shell Mobis WRT   | P                        | 3:38:04.2                | 22                       |
| 2                               | Dani Sordo               | Cándido Carrera            | Hyundai i20 N Rally1     | Hyundai Shell Mobis WRT   | P                        | +1:46.8                  | 17                       |
| 3                               | Ott Tänak                | Martin Järveoja            | Hyundai i20 N Rally1     | Hyundai Shell Mobis WRT   | P                        | +2:57.3                  | 17                       |
| 4                               | Sami Pajari              | Enni Mälkönen              | Toyota GR Yaris Rally2   | Printsport                | P                        | +7:01.1                  | 8                        |
| 5                               | Robert Virves            | Aleks Lesk                 | Škoda Fabia RS Rally2    | Robert Virves             | P                        | +7:01.1                  | 7                        |
| 6                               | Yohan Rossel             | Florian Barral             | Citroën C3 Rally2        | DG Sport Compétition      | P                        | +7:31.9                  | 4                        |
| 7                               | Kajetan Kajetanowicz     | Maciej Szczepaniak         | Škoda Fabia RS Rally2    | Kajetan Kajetanowicz      | P                        | +9:54.0                  | 3                        |
| 8                               | Fabrizio Zaldivar        | Marcelo Der Ohannesian     | Škoda Fabia RS Rally2    | Fabrizio Zaldivar         | P                        | +11:27.9                 | 1                        |
| 9                               | Josh McErlean            | James Fulton               | Škoda Fabia RS Rally2    | Toksport WRT 2            | P                        | +12:27.2                 | 0                        |
| 10                              | Roberto Daprà            | Luca Guglielmetti          | Škoda Fabia Rally2 evo   | Roberto Daprà             | P                        | +13:44.9                 | 0                        |
| World Rally Championship 2      |                          |                            |                          |                           |                          |                          |                          |
| 1 (4.)                          | Sami Pajari              | Enni Mälkönen              | Toyota GR Yaris Rally2   | Printsport                | P                        | 3:45:05.3                | 25                       |
| 2 (5.)                          | Robert Virves            | Aleks Lesk                 | Škoda Fabia RS Rally2    | Robert Virves             | P                        | +0.0                     | 18                       |
| 3 (6.)                          | Yohan Rossel             | Florian Barral             | Citroën C3 Rally2        | DG Sport Compétition      | P                        | +30.8                    | 15                       |
| 4 (7.)                          | Kajetan Kajetanowicz     | Maciej Szczepaniak         | Škoda Fabia RS Rally2    | Kajetan Kajetanowicz      | P                        | +2:52.9                  | 12                       |
| 5 (8.)                          | Fabrizio Zaldivar        | Marcelo Der Ohannesian     | Škoda Fabia RS Rally2    | Fabrizio Zaldivar         | P                        | +4:26.8                  | 10                       |
| 6 (9.)                          | Josh McErlean            | James Fulton               | Škoda Fabia RS Rally2    | Toksport WRT 2            | P                        | +5:26.1                  | 8                        |
| 7 (10.)                         | Roberto Daprà            | Luca Guglielmetti          | Škoda Fabia Rally2 evo   | Roberto Daprà             | P                        | +6:43.8                  | 6                        |
| 8 (11.)                         | Jan Solans               | Rodrigo Sanjuan de Eusebio | Toyota GR Yaris Rally2   | Jan Solans                | P                        | +12:21.6                 | 4                        |
| 9 (12.)                         | Panagiotis Roustemis     | Christos Bakloris          | Škoda Fabia RS Rally2    | Panagiotis Roustemis      | P                        | +13:22.9                 | 2                        |
| 10 (13.)                        | Armin Kremer             | Ella Kremer                | Škoda Fabia RS Rally2    | Armin Kremer              | P                        | +14:49.4                 | 1                        |
| World Rally Championship 3      |                          |                            |                          |                           |                          |                          |                          |
| 1 (17.)                         | Norbert Maior            | Francesca Maria Maior      | Ford Fiesta Rally3       | Norbert Maior             | P                        | 4:02:05.7                | 25                       |
| 2 (19.)                         | Romet Jürgenson          | Siim Oja                   | Ford Fiesta Rally3       | FIA Rally Star            | P                        | +1:06.1                  | 18                       |
| 3 (22.)                         | Tom Rensonnet            | Manon Deliot               | Ford Fiesta Rally3       | RACB National Team        | P                        | +7:11.4                  | 15                       |
| 4 (23.)                         | Jose Abito Caparo        | Esther Gutiérrez Porras    | Ford Fiesta Rally3       | FIA Rally Star            | P                        | +10:17.3                 | 12                       |
| 5 (25.)                         | Ali Türkkan              | Burak Erdener              | Ford Fiesta Rally3       | Castrol Ford Team Türkiye | P                        | +10:35.4                 | 10                       |
| 6 (27.)                         | Nataniel Bruun           | Pablo Olmos                | Ford Fiesta Rally3       | Nataniel Bruun            | P                        | +13:15.8                 | 8                        |
| 7 (28.)                         | Efthimios Halkias        | Nikos Komnos               | Renault Clio Rally3      | Efthimios Halkias         | P                        | +13:39.1                 | 6                        |
| 8 (31.)                         | Max Smart                | Cameron Fair               | Ford Fiesta Rally3       | FIA Rally Star            | P                        | +17:46.4                 | 4                        |
| 9 (32.)                         | Paschalis Chatzimarkos   | Marios Tsaoussoglou        | Renault Clio Rally3      | Paschalis Chatzimarkos    | P                        | +17:50.2                 | 2                        |
| 10 (34.)                        | Taylor Gill              | Daniel Brkic               | Ford Fiesta Rally3       | FIA Rally Star            | P                        | +22:27.5                 | 1                        |
| Junior World Rally Championship |                          |                            |                          |                           |                          |                          |                          |
| 1 (17.)                         | Norbert Maior            | Francesca Maria Maior      | Ford Fiesta Rally3       | Norbert Maior             | P                        | 4:02:05.7                | 50                       |
| 2 (19.)                         | Romet Jürgenson          | Siim Oja                   | Ford Fiesta Rally3       | FIA Rally Star            | P                        | +1:06.1                  | 36                       |
| 3 (22.)                         | Tom Rensonnet            | Manon Deliot               | Ford Fiesta Rally3       | RACB National Team        | P                        | +7:11.4                  | 30                       |
| 4 (23.)                         | Jose Abito Caparo        | Esther Gutiérrez Porras    | Ford Fiesta Rally3       | FIA Rally Star            | P                        | +10:17.3                 | 24                       |
| 5 (25.)                         | Ali Türkkan              | Burak Erdener              | Ford Fiesta Rally3       | Castrol Ford Team Türkiye | P                        | +10:35.4                 | 20                       |
| 6 (27.)                         | Nataniel Bruun           | Pablo Olmos                | Ford Fiesta Rally3       | Nataniel Bruun            | P                        | +13:15.8                 | 16                       |
| 7 (31.)                         | Max Smart                | Cameron Fair               | Ford Fiesta Rally3       | FIA Rally Star            | P                        | +17:46.4                 | 12                       |
| 8 (34.)                         | Taylor Gill              | Daniel Brkic               | Ford Fiesta Rally3       | FIA Rally Star            | P                        | +22:27.5                 | 8                        |
| 9 (38.)                         | Diego Dominguez Jr       | Rogelio Peñate             | Ford Fiesta Rally3       | Diego Dominguez Jr        | P                        | +25:00.4                 | 4                        |
| 10 (45.)                        | Hubert Laskowski         | Michał Kuśnierz            | Ford Fiesta Rally3       | Hubert Laskowski          | P                        | +51:26.1                 | 2                        |
| Fuente: ewrc-results.com        |                          |                            |                          |                           |                          |                          |                          |